# Cytisus paczoskii
Cytisus paczoskii är en ärtväxtart som beskrevs av V.I. Kreczetowicz. Cytisus paczoskii ingår i släktet kvastginster, och familjen ärtväxter. Inga underarter finns listade i Catalogue of Life.